# Purdiaea velutina
Purdiaea velutina är en tvåhjärtbladig växtart som beskrevs av Nathaniel Lord Britton och F. Wilson. Purdiaea velutina ingår i släktet Purdiaea och familjen Clethraceae. Inga underarter finns listade i Catalogue of Life.